# منیشک (استان اشوی‌داشکسیه)
منیشک (به لهستانی: Mniszek) یک منطقهٔ مسکونی در لهستان است که در گمینا ماووگوشچ واقع شده‌است.